# Mellonta Tauta
Mellonta Tauta è un racconto di Edgar Allan Poe pubblicato per la prima volta sul Godey's Lady's Book nel febbraio del 1849.

## Titolo
Il titolo deriva dal greco μέλλοντα (futuro) e ταύτα (queste cose). Μέλλοντα Ταύτα compare anche come epigrafe nel Colloquio di Monos e Una dello stesso autore, ed è una frase di Sofocle nell' Antigone, tradotta da Maria Gallone come "Queste cose sono prevedibili nel futuro".

## Trama
Mellonta Tauta è una breve raccolta di lettere scritte da una donna, Pundita, per vincere la noia che l'ha assalita durante un volo in pallone nell'aprile dell'anno 2848. Le missive sono indirizzate ad un'amica e contengono per lo più delle comparazioni tra la scienza, la filosofia e le usanze del suo tempo e quelle di mille anni prima (cioè l'epoca in cui visse Poe), il tutto arricchito dalle sue personali considerazioni. Tra ridicole storpiature dei nomi di personaggi storici, esilaranti fraintendimenti, incomprensioni dei costumi del passato e spiazzanti stravolgimenti delle idee e dei valori di un tempo (Pundita plaude alla guerra e alla peste e non capisce come i suoi antenati potessero aborrirle), il pallone prosegue il suo viaggio fino a quando non precipita in mare costringendo Pundita a chiudere la sua ultima lettera in una bottiglia.